# Бойко Ігор Петрович
І́гор Петро́вич Бо́йко (народився 5 липня 1940 року у селі Сухоліси Білоцерківського району Київської області) — інженер-будівельник. 1990 — доктор технічних наук; 1991 — професор.

## Життєпис
1965 — закінчив Київський інженерно-будівельний Інститут (тепер — Київський національний університет будівництва і архітектури). Тут і працює: з 1969- асистент, з 1972 — доцент, з 1988 — завідувачем, з 1990 — професор кафедри основ і фундаментів. Досліджує взаємодії пальових фундаментів з нелінійною основою.